# Hours
Pour les articles homonymes, voir Hours (homonymie).
Hours est une commune française, située dans le département des Pyrénées-Atlantiques en région Nouvelle-Aquitaine.

## Géographie

### Localisation
La commune d'Hours se trouve dans le département des Pyrénées-Atlantiques, en région Nouvelle-Aquitaine.
Elle se situe à 22 km par la route de Pau, préfecture du département, et à 8,6 km de Pontacq, bureau centralisateur du canton des Vallées de l'Ousse et du Lagoin dont dépend la commune depuis 2015 pour les élections départementales.
La commune fait en outre partie du bassin de vie de Pau.
Les communes les plus proches sont : 
Espoey (1,7 km), Lucgarier (2,1 km), Livron (2,3 km), Gomer (3,0 km), Barzun (3,6 km), Soumoulou (4,6 km), Lagos (5,0 km), Bordères (5,0 km).
Sur le plan historique et culturel, Hours fait partie de la province du Béarn, qui fut également un État et qui présente une unité historique et culturelle à laquelle s’oppose une diversité frappante de paysages au relief tourmenté.

### Communes limitrophes
Les communes limitrophes sont Barzun, Bénéjacq, Bordères, Espoey, Livron et Lucgarier.
|           | Espoey   |        |
| Lucgarier | Hours    | Livron |
| Bordères  | Bénéjacq | Barzun |

### Hydrographie

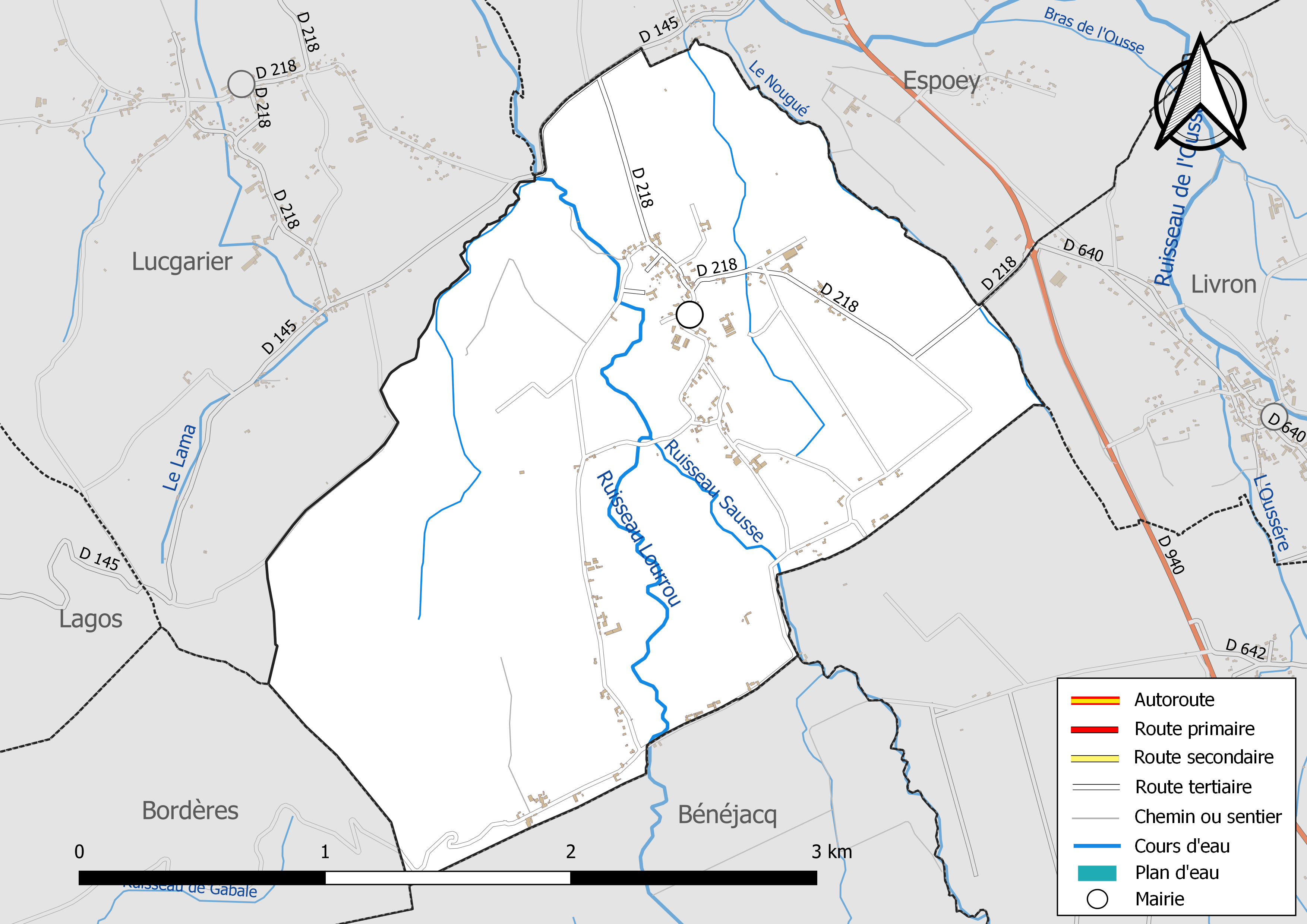
Réseaux hydrographique et routier d'Hours.

La commune est drainée par le Lourrou, le ruisseau Sausse, le Nougué et par divers petits cours d'eau, constituant un réseau hydrographique de 9 km de longueur totale,.
Le Lourrou, d'une longueur totale de 13,2 km, prend sa source dans la commune de Saint-Vincent et s'écoule d'est en ouest. Il traverse la commune et se jette dans le ruisseau de l'Ousse à Gomer, après avoir traversé 7 communes.

### Climat
Pour des articles plus généraux, voir Climat de la Nouvelle-Aquitaine et Climat des Pyrénées-Atlantiques.
Historiquement, la commune est exposée à un climat de montagne.  
En 2020, Météo-France publie une typologie des climats de la France métropolitaine dans laquelle la commune est toujours exposée à un climat de montagne et est dans la région climatique Pyrénées atlantiques, caractérisée par une pluviométrie élevée (>1 200 mm/an) en toutes saisons, des hivers très doux (7,5 °C en plaine) et des vents faibles.
Pour la période 1971-2000, la température annuelle moyenne est de 12,5 °C, avec une amplitude thermique annuelle de 13,7 °C. Le cumul annuel moyen de précipitations est de 1 208 mm, avec 11,5 jours de précipitations en janvier et 8,5 jours en juillet. Pour la période 1991-2020, la température moyenne annuelle observée sur la station météorologique la plus proche, située sur la commune de Bénéjacq à 6 km à vol d'oiseau, est de 13,4 °C et le cumul annuel moyen de précipitations est de 1 244,1 mm,. Pour l'avenir, les paramètres climatiques de la commune estimés pour 2050 selon différents scénarios d'émission de gaz à effet de serre sont consultables sur un site dédié publié par Météo-France en novembre 2022.

### Milieux naturels et biodiversité
L’inventaire des zones naturelles d'intérêt écologique, faunistique et floristique (ZNIEFF) a pour objectif de réaliser une couverture des zones les plus intéressantes sur le plan écologique, essentiellement dans la perspective d’améliorer la connaissance du patrimoine naturel national et de fournir aux différents décideurs un outil d’aide à la prise en compte de l’environnement dans l’aménagement du territoire.
Une ZNIEFF de type 2 est recensée sur la commune, : 
les « bois de Benejacq, bordères, Boeil et bordes » (2 158 ha), couvrant 13 communes du département.

## Urbanisme

### Typologie
Au 1er janvier 2024, Hours est catégorisée commune rurale à habitat dispersé, selon la nouvelle grille communale de densité à sept niveaux définie par l'Insee en 2022.
Elle est située hors unité urbaine. Par ailleurs la commune fait partie de l'aire d'attraction de Pau, dont elle est une commune de la couronne,. Cette aire, qui regroupe 227 communes, est catégorisée dans les aires de 200 000 à moins de 700 000 habitants,.

### Occupation des sols

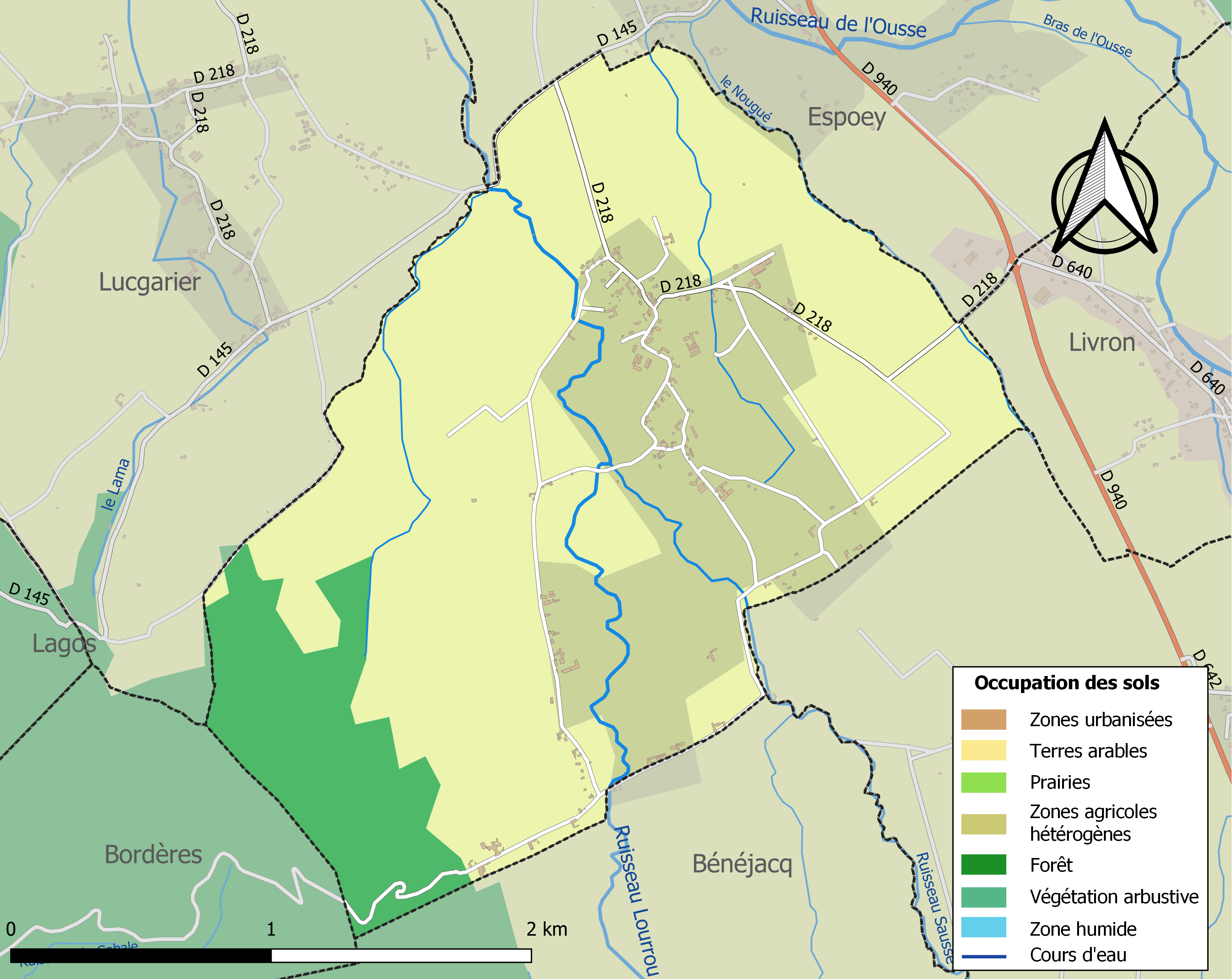
Carte des infrastructures et de l'occupation des sols de la commune en 2018 (CLC).

L'occupation des sols de la commune, telle qu'elle ressort de la base de données européenne d’occupation biophysique des sols Corine Land Cover (CLC), est marquée par l'importance des territoires agricoles (87,3 % en 2018), une proportion identique à celle de 1990 (87,3 %). La répartition détaillée en 2018 est la suivante : 
terres arables (60,1 %), zones agricoles hétérogènes (27,2 %), forêts (12,7 %). L'évolution de l’occupation des sols de la commune et de ses infrastructures peut être observée sur les différentes représentations cartographiques du territoire : la carte de Cassini (XVIIIe siècle), la carte d'état-major (1820-1866) et les cartes ou photos aériennes de l'IGN pour la période actuelle (1950 à aujourd'hui).

### Lieux-dits et hameaux
- L'Abadie.

### Voies de communication et transports
La commune est desservie par les routes départementales 146 et 218.

### Risques majeurs
Le territoire de la commune d'Hours est vulnérable à différents aléas naturels : météorologiques (tempête, orage, neige, grand froid, canicule ou sécheresse) et séisme (sismicité moyenne). Il est également exposé à un risque technologique,  le transport de matières dangereuses. Un site publié par le BRGM permet d'évaluer simplement et rapidement les risques d'un bien localisé soit par son adresse soit par le numéro de sa parcelle.

#### Risques naturels

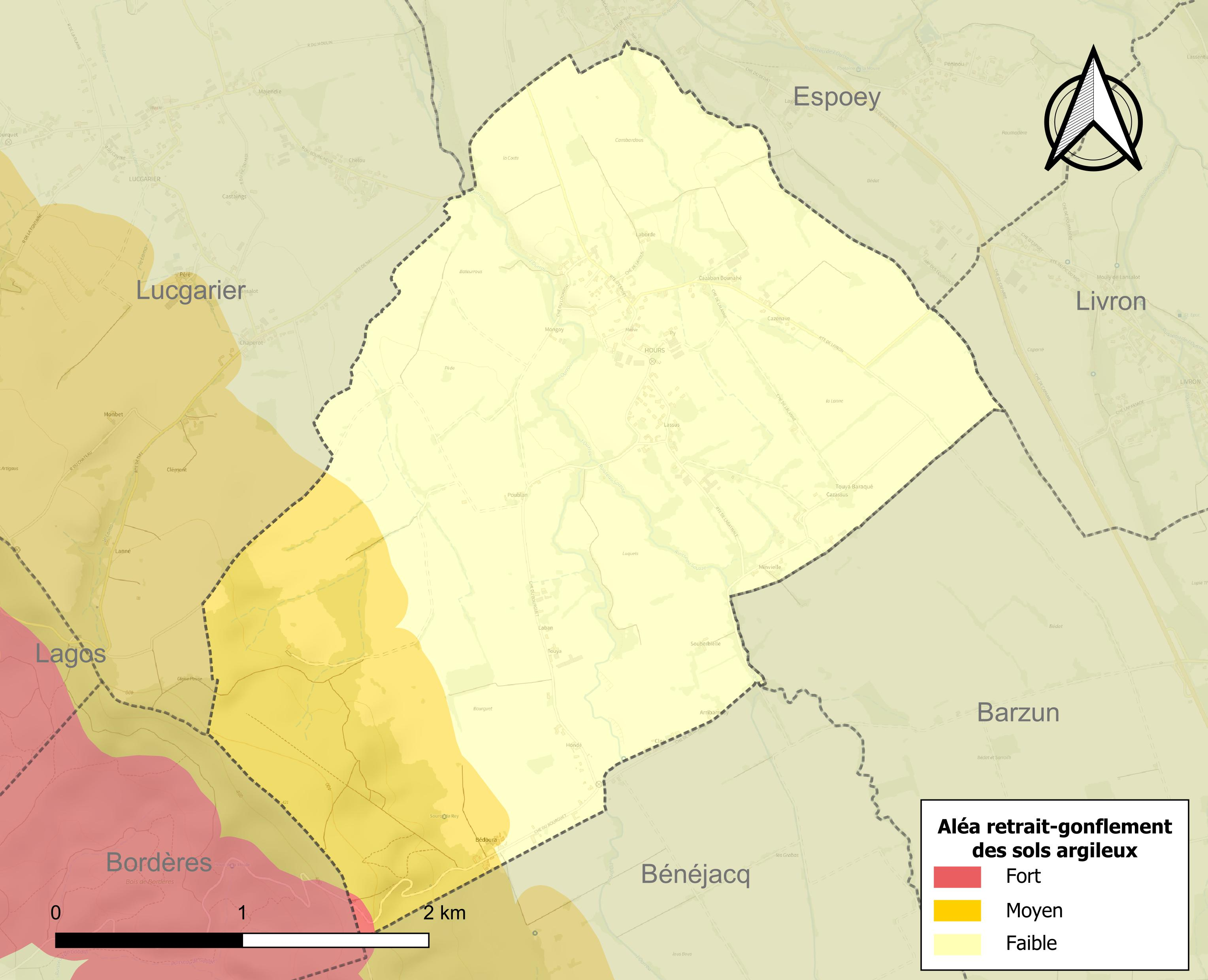
Carte des zones d'aléa retrait-gonflement des sols argileux d'Hours.

Le retrait-gonflement des sols argileux est susceptible d'engendrer des dommages importants aux bâtiments en cas d’alternance de périodes de sécheresse et de pluie. 20,8 % de la superficie communale est en aléa moyen ou fort (59 % au niveau départemental et 48,5 % au niveau national). Depuis le 1er octobre 2020, en application de la loi ELAN, différentes contraintes s'imposent aux vendeurs, maîtres d'ouvrages ou constructeurs de biens situés dans une zone classée en aléa moyen ou fort,.
La commune a été reconnue en état de catastrophe naturelle au titre des dommages causés par les inondations et coulées de boue survenues en 1982, 2009 et 2021.

## Toponymie
Le toponyme Hours apparaît sous les formes 
Forcx (1385, censier de Béarn), 
Forcxs et Forcs (respectivement 1535 et vers 1540, réformation de Béarn), 
Horxs (1575, registre des Établissements de Béarn) et 
Fourqs (1612, titres de Lucgarier).
Le toponyme l'Abadie est mentionné en 1863 (dictionnaire topographique Béarn-Pays basque).

## Histoire
Paul Raymond note que la commune comptait une abbaye laïque, vassale de la vicomté de Béarn. En 1385, Hours comptait quatre feux et dépendait du bailliage de Pau. La commune était du ressort de la baronnie d'Espoey.

## Politique et administration
| Période | Période  | Identité                | Étiquette | Qualité     |
| ------- | -------- | ----------------------- | --------- | ----------- |
| 1995    | 2001     | Joseph Lamazou-Betbeder |           |             |
| 2001    | 2014     | Annie Péboscq           |           |             |
| 2014    | 2020     | Olivier Larbiouze       |           | Agriculteur |
| 2020    | 2024     | David Douat             |           |             |
| 2024    | En cours | Christophe Pondet       |           |             |

### Intercommunalité
Hours fait partie de quatre structures intercommunales :
- la communauté de communes du Nord-Est Béarn ;
- le syndicat d’énergie des Pyrénées-Atlantiques ;
- le syndicat intercommunal à vocation unique du RPI de l’Oussère et du Lourrou ;
- le syndicat mixte d’eau et d’assainissement de la vallée de l’Ousse.

## Population et société

### Démographie
L'évolution du nombre d'habitants est connue à travers les recensements de la population effectués dans la commune depuis 1793. Pour les communes de moins de 10 000 habitants, une enquête de recensement portant sur toute la population est réalisée tous les cinq ans, les populations de référence des années intermédiaires étant quant à elles estimées par interpolation ou extrapolation. Pour la commune, le premier recensement exhaustif entrant dans le cadre du nouveau dispositif a été réalisé en 2005.

En 2022, la commune comptait 230 habitants, en évolution de −13,21 % par rapport à 2016 (Pyrénées-Atlantiques : +3,78 %, France hors Mayotte : +2,11 %).
| 1793 | 1800 | 1806 | 1821 | 1831 | 1836 | 1841 | 1846 | 1851 |
| ---- | ---- | ---- | ---- | ---- | ---- | ---- | ---- | ---- |
| 359  | 331  | 372  | 449  | 497  | 474  | 470  | 482  | 502  |

| 1856 | 1861 | 1866 | 1872 | 1876 | 1881 | 1886 | 1891 | 1896 |
| ---- | ---- | ---- | ---- | ---- | ---- | ---- | ---- | ---- |
| 481  | 447  | 450  | 424  | 405  | 382  | 355  | 367  | 348  |

| 1901 | 1906 | 1911 | 1921 | 1926 | 1931 | 1936 | 1946 | 1954 |
| ---- | ---- | ---- | ---- | ---- | ---- | ---- | ---- | ---- |
| 344  | 350  | 336  | 292  | 300  | 299  | 277  | 234  | 229  |

| 1962 | 1968 | 1975 | 1982 | 1990 | 1999 | 2005 | 2006 | 2010 |
| ---- | ---- | ---- | ---- | ---- | ---- | ---- | ---- | ---- |
| 219  | 205  | 195  | 188  | 196  | 169  | 188  | 186  | 235  |

| 2015 | 2020 | 2022 | - | - | - | - | - | - |
| ---- | ---- | ---- | - | - | - | - | - | - |
| 260  | 231  | 230  | - | - | - | - | - | - |

## Économie
La commune fait partie de la zone d'appellation de l'ossau-iraty.

## Culture locale et patrimoine

### Patrimoine religieux
L'église Saint-Jean-Baptiste fut construite vers 1867.